# Poblament

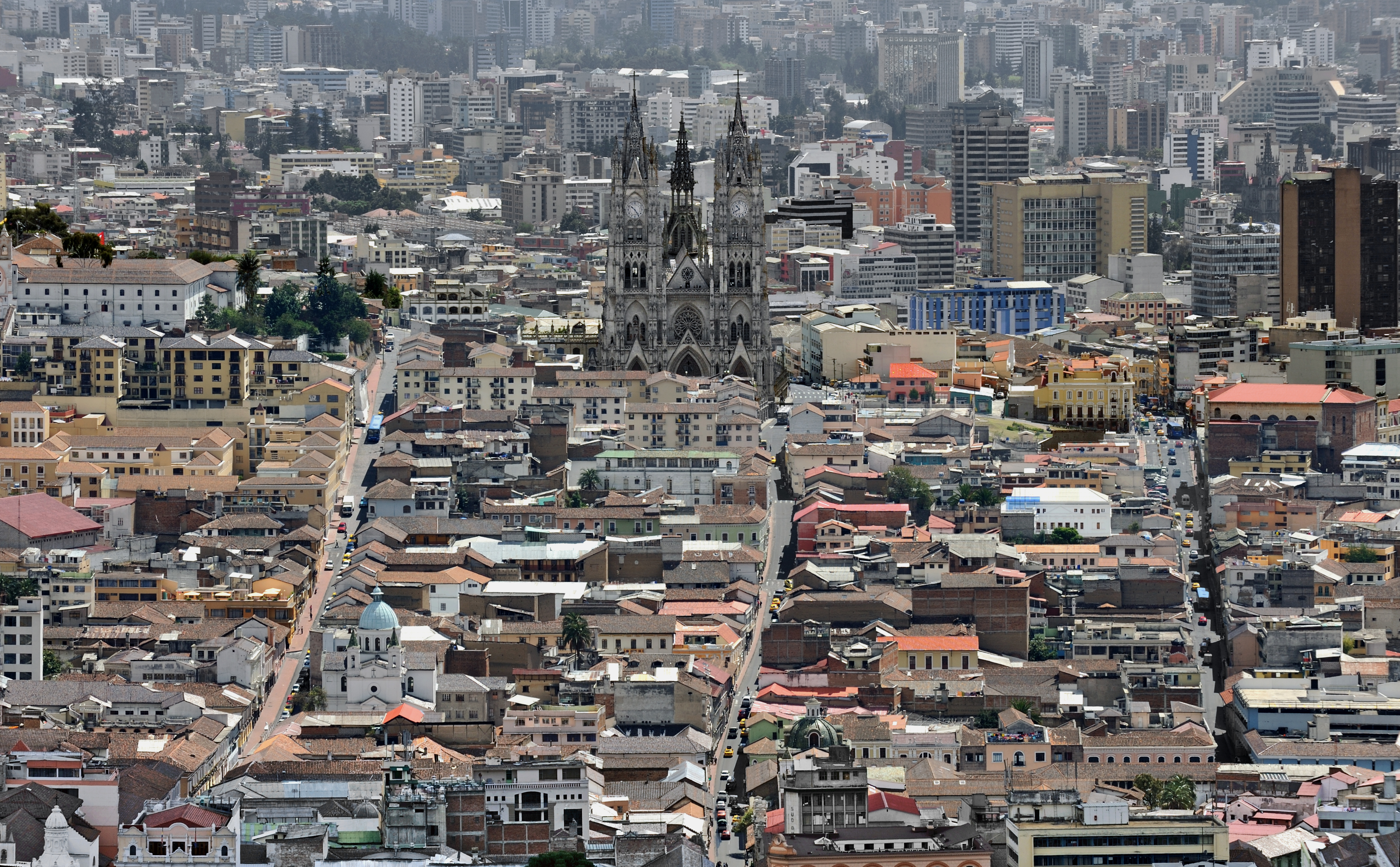
Quito (Equador): poblament urbà en creixement. Vista panoràmica del centre històric de la ciutat,

Poblament (Geografia, Sociologia) és el concepte demogeogràfic que fa referència a la situació de la població en l'espai. És la forma o manera com s’organitzen els assentaments de la població. Pot ser dispers o concentrat, rural o urbà. Manera de distribuir-se en l'espai els habitatges d'una població rural o urbana. Resultat o acció de poblar, de fundar un poble o ocupar un sector o lloc per part d'una població sigui concentrada o dispersa. (es poblamiento; fr peuplement; en settlement).
En essència, amb la clara intenció de distingir-lo del concepte població, hom coneix amb el terme poblament el concepte que fa referència a la ubicació de la població en un territori.
L’anàlisi del poblament com a fenomen es fa en relació amb diverses escales i criteris. A escala mundial els criteris bàsics són dos: l'ecològic i el socioeconòmic.

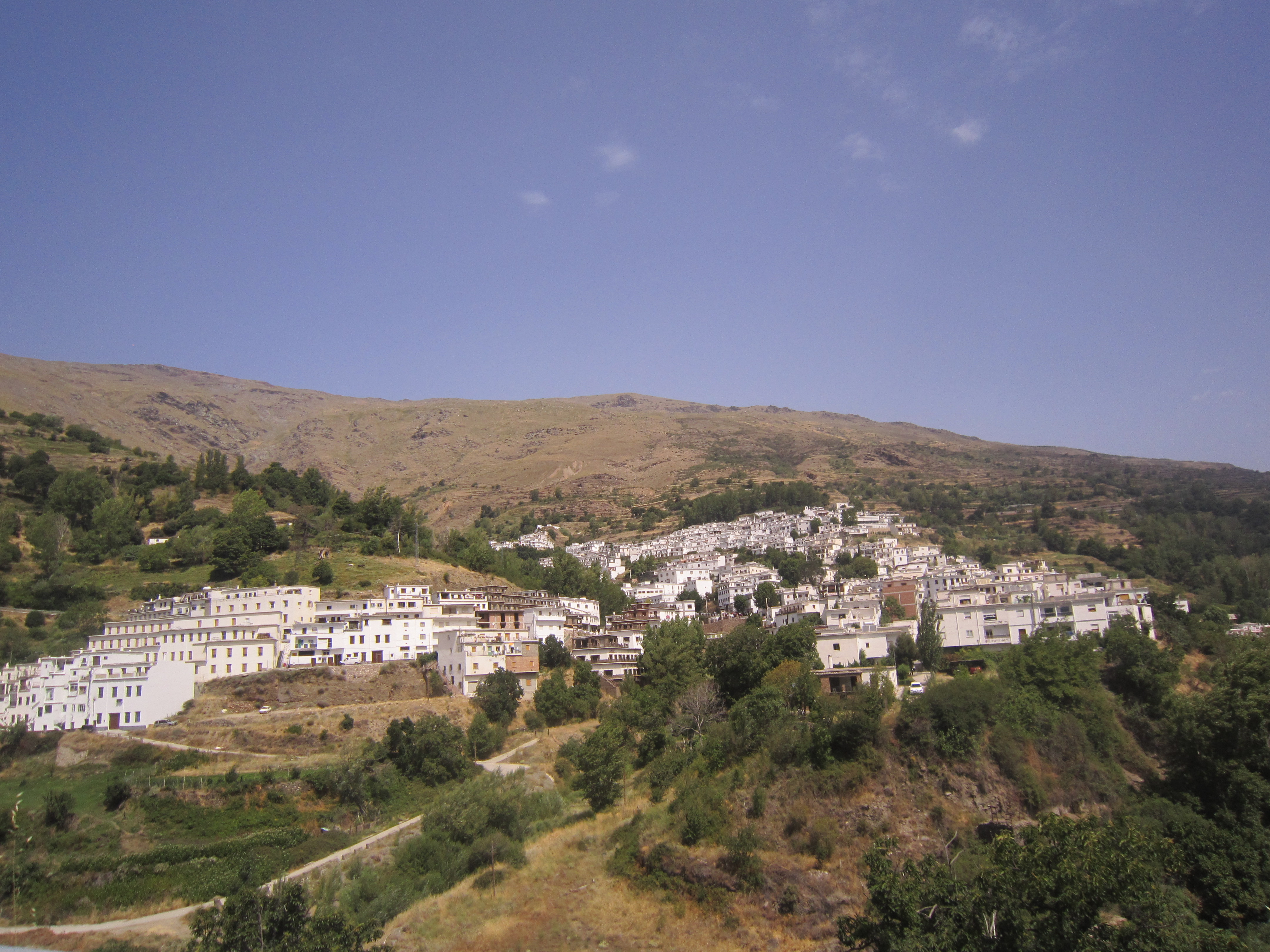
Trevélez, Granada. Poble típic muntanyenc de las Alpujarras. Poblament rural concentrat.

El criteri ecològic cerca les correlacions entre la distribució de la població i les condicions ambientals representades bàsicament per la producció de la biosfera i els condicionants climàtics i topogràfics. Amb aquests criteris s’expliquen en part les altes densitats humanes a les zones temperades de baixa altitud i els grans buits demogràfics de les zones polars, equatorial i dels deserts càlids i freds.
El criteri socioeconòmic es basa en les lleis del mercat mundial i cerca les relacions a escala mundial entre l’activitat econòmica i la distribució de la població. A escales menors, de tipus estatal o regional, es poden utilitzar també ambdós criteris, però el socioeconòmic és el més significatiu: el procés de concentració urbana és un bon exemple.
A escala regional hi ha diversos criteris de classificació. El morfològic distingeix entre poblament rural i urbà i els respectius subtipus (per exemple, població rural concentrada i dispersa). El demogràfic distingeix els llocs habitats segons llur índex demogràfic.

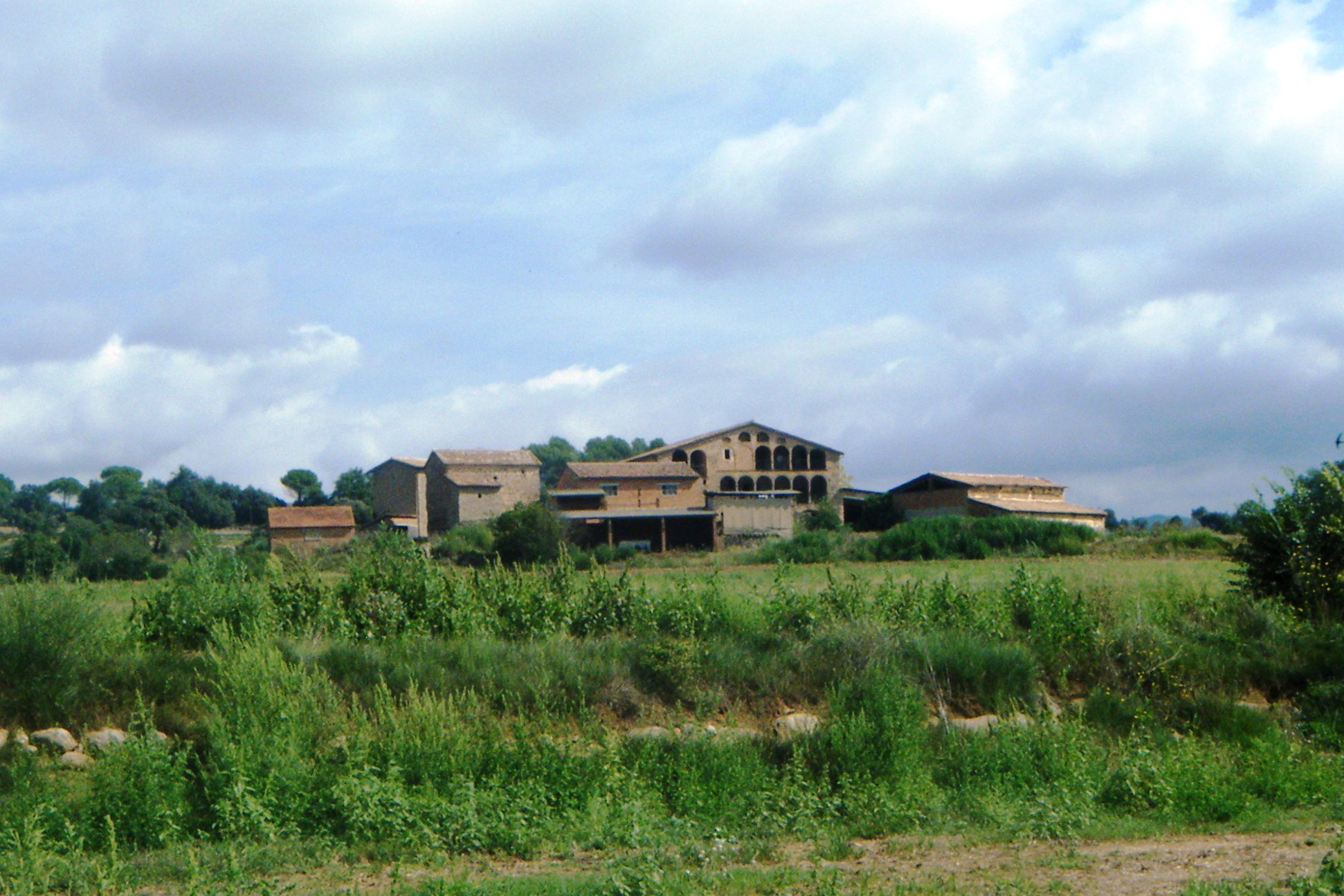
Masia de Bellús (Avià) Berguedà, Catalunya. Típica construcció rural catalana. Poblament rural dispers.

El funcional es basa en el paper socioeconòmic representat per les entitats de població: centre de mercat nacional, regional, local, etc. Les investigacions més recents de la geografia i l'economia espacial cerquen l’ordre en les distribucions dels llocs poblats més que llur classificació i descripció.

## Tipus de poblament

### Poblament urbà
Fa referència a l'assentament de la població en ciutats. El poblament urbà típic de les ciutats, és una forma d’agrupació de persones en nuclis de població de molts habitants i amb densitats molt elevades. Les feines dels habitants de les ciutats són industrials i de serveis. No obstant això, el concepte de ciutat és imprecís i cada vegada resulta més difícil establir uns criteris clars per definir-la.[…] Les ciutats tenen, en línies generals, una mida superior que els assentaments rurals. A cada país es determina un nombre mínim d'habitants per tal de poder considerar un assentament com a ciutat. A Espanya cal igualar o superar els 10.000 habitants.
Les ciutats existeixen des de fa més de 5.000 anys. Tanmateix, al 1800 només el 2% de la població mundial vivia en ciutats. El ràpid creixement urbà és un fenomen relativament recent. El primer assentament urbà a arribar a una població d'un milió d'habitants va ser la ciutat de Londres cap el 1810 (dC). El 1982 ja hi havia al món 175 ciutats que superaven el milió d'habitants.
Actualment més del 55% de la població mundial viu en assentaments urbans.A nivell mundial augmenta cada dia en 180.000 persones.
Als països desenvolupats, el procés s'ha estabilitzat i aproximadament el 75% de la població que viu en zones urbanes. El 2030, el 84% de la població dels països en desenvolupament viurà a les zones urbanes. La regió d'Amèrica Llatina i el Carib es va urbanitzar el 50% el 1960; ara ho és al 75%. Als països en desenvolupament, la població urbana s'acostarà al 50% de la població total cap al 2020. Per al 2050, es preveu que el 68% de la població mundial sigui urbana.

### Poblament rural
És la forma d'agrupament dels assentaments humans al camp. El poblament rural és format per nuclis de població petits que utilitzen una gran extensió de territori al seu voltant dedicat. Aquests nuclis rurals tenen, en general, menys serveis i una densitat de població baixa. És el tipus de poblament típic de les zones muntanyoses amb aigua abundant. Les finques solen ser petites i de propietat privada. Quan els assentaments són escassos i allunyats els uns dels altres, parlem de poblament rural concentrat. La concentració permet disposar de més serveis. Quan els assentaments estan escampats pel territori, el tipus de poblament rural és dispers.
Les formes que presenta el poblament rural són diferents segons el tipus de societat, el potencial productiu del sòl, les estructures de propietat o les explotacions. L'espai rural és un territori on existeixen una sèrie de dinàmiques i característiques concretes que es relacionen amb l'escassa distribució de la població en un àmbit on els espais no construïts són la nota predominant. Així mateix, es caracteritza per la utilització dels sòls per a la agricultura, la ramaderia i l'ocupació forestal.

#### Poblament rural concentrat
Concentració de la població de l'espai rural en un territori que comprèn el cap del municipi, on la població viu en cases agrupades, formant nuclis urbans més o menys compactes. És el tipus de poblament majoritari al territori de l'estat espanyol.

#### Poblament rural dispers
Població d’un municipi de l'espai rural no concentrada en el nucli principal o cap del municipi. Inclou tant la població totalment dispersa com la de les unitats de població secundàries, on la població viu en habitatges distants, sense formar nuclis urbans compactes. A Espanya es troba en algunes zones de muntanya i en algunes zones dels Pirineus.

## Urbà o rural?
La distinció tradicional entre àrees urbanes i rurals d’un país s’ha basat en el supòsit que les àrees urbanes, independentment de la forma en què es defineixin, proporcionen una forma de vida diferent i normalment un nivell de vida més alt que el que es troba a les zones rurals. En molts països industrialitzats, aquesta distinció s’ha desdibuixat i la principal diferència entre zones urbanes i rurals pel que fa a les circumstàncies de la vida tendeix a ser una qüestió del grau de concentració de la població. Tot i que les diferències entre els modes de vida urbans i rurals i els nivells de vida segueixen sent importants als països en desenvolupament, la ràpida urbanització d’aquests països ha creat una gran necessitat d’informació relacionada amb diferents mides d’àrees urbanes.
La tasca de definir la població urbana sempre ha estat particularment difícil. Les mateixes Nacions Unides reconeixen la dificultat de definir àrees urbanes a nivell mundial, afirmant que, "a causa de les diferències nacionals en les característiques que distingeixen les zones urbanes de les rurals, la distinció entre població urbana i rural no és susceptible d'una única definició que seria aplicable a tots els països ”(ONU, 1998). Les zones rurals se solen definir com "allò que no és urbà" (ONU, 1998 i 2004), de manera que les inconsistències en la definició del que és urbà comporten incoherències en la caracterització del que és rural.
Cada país defineix el terme "urbà" a la seva manera, tot i que sovint només es fa en termes d'altres etiquetes; per exemple, "centres urbans", "ciutats importants", "centres administratius" o "municipis". De vegades, els límits administratius dels assentaments humans, com ara ciutats, pobles i pobles, estan disponibles i s’utilitzen per distingir els urbans dels rurals; les poblacions dins d’aquestes unitats administratives es classifiquen com a urbanes. Quan les definicions es basen en llindars quantitatius, la població mínima perquè un lloc es consideri urbà varia molt. Per exemple, a diversos països d'Amèrica Llatina i Àfrica Occidental, el llindar és de 2.000 habitants, mentre que a Islàndia és de 200 i a països com Itàlia i Benín són 10.000. Alternativament, la definició de població urbana pot ser molt complexa,

## Poblament rural a Espanya
El poblament rural es localitza on es troben les majors avantatges en relació amb les formes de vida i l'economia tradicional. El poblament és dispers en l'Espanya atlàntica i concentrat en la mediterrània. Els factors socials, de defensa i polítics han generat la distribució dels pobles. El poblament rural ha estat canviant pels nous usos de l'espai rural. Amb l'abandonament de la societat agrària i la substitució per una altra de caràcter industrial s'han buidat els camps. Hi ha gran nombre de nuclis abandonats i molts en declivi.
A Castella i el Duero són nuclis petits i més grans a l'Espanya meridional. Durant l'edat mitjana i l'època imperial es va incrementar considerablement el nombre de pobles i llogarets però molts van desaparèixer durant la crisi del segle xvii. El poblament concentrat aïllat corresponia a la colonització de les muntanyes, mentre el concentrat correspondria a les planes. Els rius han atret tradicionalment als pobles. Les àrees amb difícils factors físics han exercit una influència negativa, com l'elevada altitud o el fort pendent o l'aridesa del sòl. S'ha transformat el poblament de nombroses comarques que han vist néixer urbanitzacions i cases aïllades, en àrees de forta pressió industrial o urbana. El poblament rural està canviant, ja que l'agricultura ha perdut importància com a activitat econòmica i està sent substituïda per activitats industrials o terciàries.
El 7% dels pobles superen els 10.000 habitants i un 93% tenen una quarta part de la població amb nuclis d'entre 2.000 i 10.000 habitants i situats a sud.

### Diversitat
Al nord, des de Galícia fins al País Basc, existeix una gran diversitat d'assentaments rurals de tipus concentrat i dispers. S'hi inclouen els caserius vascos i "caserías" asturianes i cases gallegues en la qual la casa i el "terrazgo" romanen units, però abunden més les viles, parròquies (agrupació de pobles al voltant d'una mateixa església a Galícia i Astúries) o pobles amb "terrazgo" dissociat i habitatges adjunts en els assentaments miners i industrials. La masia catalana és un tipus de poblament dispers típic. En les hortes llevantines hi ha cases disperses. Al nord i al centre predomina un poblament concentrat en petits nuclis tant a les valls del Duero com a l'Ebre i més en la serralada cantàbrica, la Ibera o els Pirineus pels usos ramaders. El sud (conca del Tajo, Guadiana i Guadalquivir) es caracteritza per un poblament concentrat compacte en nuclis mitjans i grans. Al litoral i àrees costaneres i insulars existeixen les peculiaritats derivades de l'aprofitament més intensiu per la seva diversitat de funcions i el fenomen turístic. A València i Alacant són construccions disseminades per l'espai rural.